# Класическа Гърция
Класическият период от историята на Древна Гърция е между V – IV в. пр.н.е. Според други автори започва от битката при Платея през 479 г. пр.н.е. и продължава до битката при Херонея през 338 г. пр.н.е. Класическият период обхваща времето между отхвърлянето на персийската опасност и попадането под македонска зависимост на Елада, и продължава 141 години.

## Предистория
През първата половина на V в. пр.н.е. между Ахеменидската империя и гръцките полиси се водят продължителни войни, описани подробно от Херодот. В резултат на гръцката победа се засилва влиянието на Древна Атина и Делоския морски съюз, в който Атина играе водеща роля. Тази ѝ роля се оспорва от Спарта през класическия период, което се изразява в избухването на Пелопонеските войни.
Още предходно и постепенно Древна Атина е издигнала и укрепила своята мощ за през класическия период, което позволява на жителите на града да отделят значителен ресурс за развитието на древногръцкото изкуство, култура и философия. По това време се учредява и прочутата Атинска академия. Създават се велики шедьоври на изкуството от най-добрите майстори художници, архитекти и скулптори. Древна Атина се разраства и изгражда по плана на Перикъл за превръщането на града в „произведение на изкуството“. Развиват се най-вече науката, изкуството и философията. Това е и „златният век“ в историята на Древна Атина.
От друга страна, Спарта не може да преглътне възхода на Древна Атина и така борбата за надмощие между двата полиса ражда военен конфликт между тях и техните съюзници сред останалите полиси. Победата на Спарта във войната довежда до размяна на ролите между двата града и Спарта става най-могъщия полис в Древна Гърция, принуждавайки другите градове да съблюдават спартанските военни порядки.

## Значими фигури
Разцветът на занаятите и търговията, изкуството и културата през този период се свързва с имената на Фидий, Мирон, Праксител, Софокъл, Еврипид, Платон и Аристотел. В този смисъл се щампова и класическото изкуство и класическата древногръцка философия.

## Залез
Класическият период се свързва не само с възхода, но и с упадъка на древногръцкия полис и класическата древногръцка култура, за което спомагат най-вече многобройните и изтощителни войни между отделните полиси, които в крайна сметка изтощават древногръцкия свят и Елада, правейки ги лесна плячка за възхождащата Древна Македония.